# Locomotiva FS 802 (I)
Locomotiva FS gruppo 802 designava un piccolo gruppo di tre locotender a vapore, di provenienza diversa, immatricolate nel parco delle Ferrovie dello Stato dopo la costituzione delle stesse nel 1905 in seguito al riscatto delle reti precedenti ad esercizio privato; tra queste erano alcune linee ex Società Veneta e le locomotive corrispondenti. 

## Storia
Le 3 locomotive facenti parte del piccolo gruppo FS vennero costruite da fabbriche diverse per l'esercizio nelle linee ferroviarie precedentemente in concessione e consegnate, alle rispettive società esercenti, a partire dal 1885 dalla Cerimedo & C. di Milano e dalla Maschinenfabrik Esslingen alla Società Veneta. Nelle FS le 3 unità che pervennero furono immatricolate come 802.1 e 802.2 pur essendo concettualmente e tecnicamente diverse: la 8021 era di costruzione Cerimedo, mentre le altre facevano parte del gruppo 21-26, costruite per la "Veneta" nel 1877-1878. In particolare, le due unità erano le ex SV 24 San Pietro in Gù e 26 Vigodarzere costruite nel 1878.
La 8023 fu demolita prima del 1914, mentre la 8022 (rinominata nel frattempo 802.002) seguì la stessa sorte tra il 1918 e il 1922.

## Caratteristiche
La locotender aveva 2 assi accoppiati e asse posteriore portante, un modello sufficiente per ferrovie secondarie e concesse; era a vapore saturo e semplice espansione, a 2 cilindri esterni e con distribuzione a cassetto. Si trattava tuttavia di locomotive a vapore piuttosto differenti l'una dall'altra:
la FS 802.1 aveva velocità massima di 55 km/h mentre la 802.2 raggiungeva i 65 km/h in virtù di ruote motrici di maggior diametro. La capacità delle casse d'acqua era di 3,5 m³ mentre le scorte di carbone erano di 1000 kg.. Le locomotive ex SV furono in parte ricostruite con il passaggio alle FS, con sostituzione della caldaia con altra comune con le locomotive gruppo 848 (anch'esse già appartenute alla Società Veneta) e inversione del duomo vapore e della sabbiera.